# Banu Mushtaq

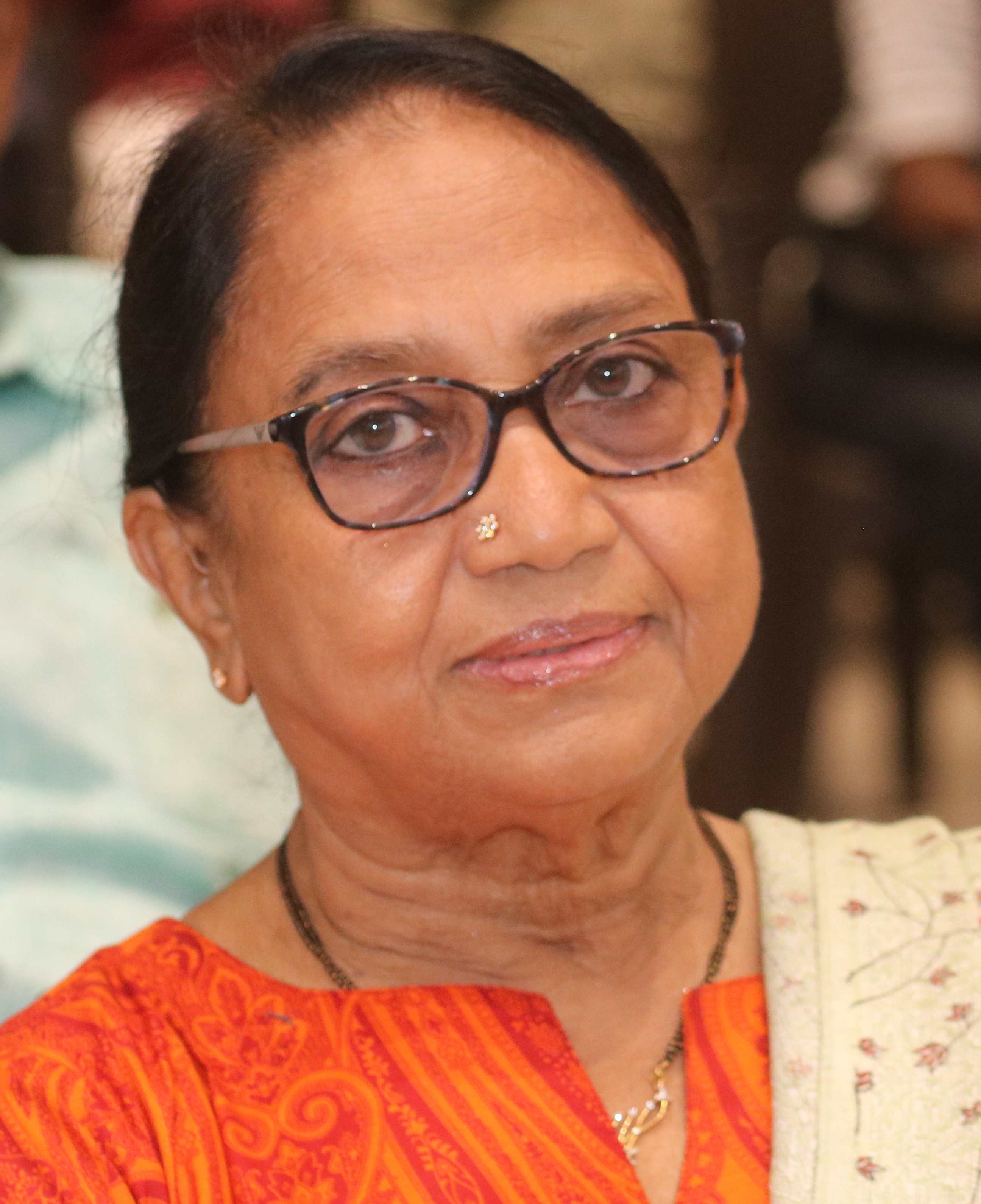
Banu Mushtaq

Banu Mushtaq (Kannada ಬಾನು ಮುಷ್ತಾಕ್; geb. 1948 in Hassan, Karnataka) ist eine indische Schriftstellerin, Juristin und Frauenrechtlerin. Internationale Bekanntheit erlangte sie 2025 durch den Gewinn des International Booker Prize für ihre Kurzgeschichtensammlung Heart Lamp, die ursprünglich auf Kannada verfasst (Originaltitel Hridaya Deepa) und ins Englische übersetzt wurde.

## Leben
Banu Mushtaq wuchs in einer Kleinstadt im südindischen Bundesstaat Karnataka in einem muslimisch geprägten Umfeld auf und lernte zunächst den Koran auf Urdu. Ihr Vater, ein Regierungsbeamter, sorgte dafür, dass sie bereits im Alter von acht Jahren in einer englischsprachigen Klosterschule unterrichtet wurde, wo sie zudem fließend Kannada lernte, eine Sprache, die später zu ihrer literarischen Ausdrucksform wurde.
Anders als viele ihrer Altersgenossinnen entschied sie sich gegen eine frühe Heirat und für eine akademische Laufbahn. Im Alter von 26 Jahren heiratete sie aus Liebe, doch ihre frühen Ehejahre waren von Konflikten geprägt. So berichtete Mushtaq offen von schwierigen persönlichen Erfahrungen, darunter dem Versuch, sich das Leben zu nehmen, den ihr Ehemann jedoch rechtzeitig verhindern konnte.
Beruflich war Mushtaq zunächst als Journalistin tätig, bevor sie später als Anwältin arbeitete. Sie wurde Ziel von Drohungen, darunter einer Fatwa, nachdem sie sich öffentlich für das Recht von Frauen ausgesprochen hatte, in Moscheen beten zu dürfen.

## Wirken
Mushtaq begann bereits als Schülerin zu schreiben und veröffentlichte während einer schwierigen Lebensphase ihre erste Kurzgeschichte in einer lokalen Zeitschrift.
Zwischen 1990 und 2023 schrieb sie insgesamt rund 50 Kurzgeschichten, aus denen später Heart Lamp entstand. In Heart Lamp zeichnet sie den Alltag von Frauen und Mädchen in muslimischen Gemeinschaften Südindiens nach. Die Erzählungen verbinden leichten Humor mit tiefgründigen Einblicken in soziale Spannungen, patriarchale Strukturen und religiöse Unterdrückung. Ihre Charaktere – von mutigen Großmüttern und lebhaften Kindern bis hin zu hilflosen Ehemännern – spiegeln die menschlichen Kämpfe und emotionalen Belastungen wider, welche Frauen aus diesen Gemeinschaften tagtäglich erfahren.
Ihr Werk beschäftigt sich mit der Lebenswirklichkeit muslimischer Frauen in Südindien, die oftmals gesellschaftlicher, religiöser und politischer Unterdrückung ausgesetzt sind. In ihren Erzählungen widersetzt sie sich der Stereotypisierung muslimischer Frauen als passive Opfer und zeigt stattdessen deren alltägliche Widerstände und Überlebensstrategien.
Im Jahr 2024 gewann die ins Englische übersetzte Kurzgeschichtensammlung Haseena and Other Stories, eine Zusammenstellung von fünf ihrer zwischen 1990 und 2012 veröffentlichten Sammlungen, den PEN Translation Prize.
2025 erhielt Mushtaq gemeinsam mit ihrer Übersetzerin Deepa Bhasthi den International Booker Prize für Heart Lamp, die erste Veröffentlichung auf Kannada und erste Kurzgeschichtensammlung, die jemals mit diesem Preis ausgezeichnet wurde. Die Jury würdigte insbesondere die feinfühlige Darstellung weiblicher Lebenswelten und den innovativen Übersetzungsstil, der bewusst den Klang und Rhythmus der Originalsprache Kannada bewahrt.
Ihr literarisches Schaffen brachte ihr überdies mehrere weitere Auszeichnungen ein, darunter den Karnataka Sahitya Academy Award und den Daana Chintamani Attimabbe Award.

## Werke
- Heart Lamp: Selected Stories. And Other Stories, London 2025, ISBN 978-0143464471